# 川元
川元（かわもと）は秋田県秋田市にある地域名。郵便番号は010-0931他。川元小川町、川元開和町、川元松丘町、川元むつみ町、川元山下町で構成される。

## 概要
元々は、南秋田郡川尻村の一部であった。北に山王、西に川尻、南に雄物川を挟んで茨島、東に旭南と接する。最大施設として、秋田市立病院が位置しており、秋田酒類製造高清水の本社蔵もある。小川町には、樹齢千年のいちょうがあり、神木として崇拝されており、旭川を小川と呼び、船着場があったと検証されている。安永、天明の頃、最初に八橋人形を焼いたといわれる「川尻の鍋子山」は、現在の川元松丘街区公園付近であったと推定されている。また、藩政時代には、藩主佐竹候が、お茶会のために川元で水を汲んだという逸話がある。1994年には、小川町の製粉会社から出火、作業場兼倉庫1棟を全焼した。

## ギャラリー

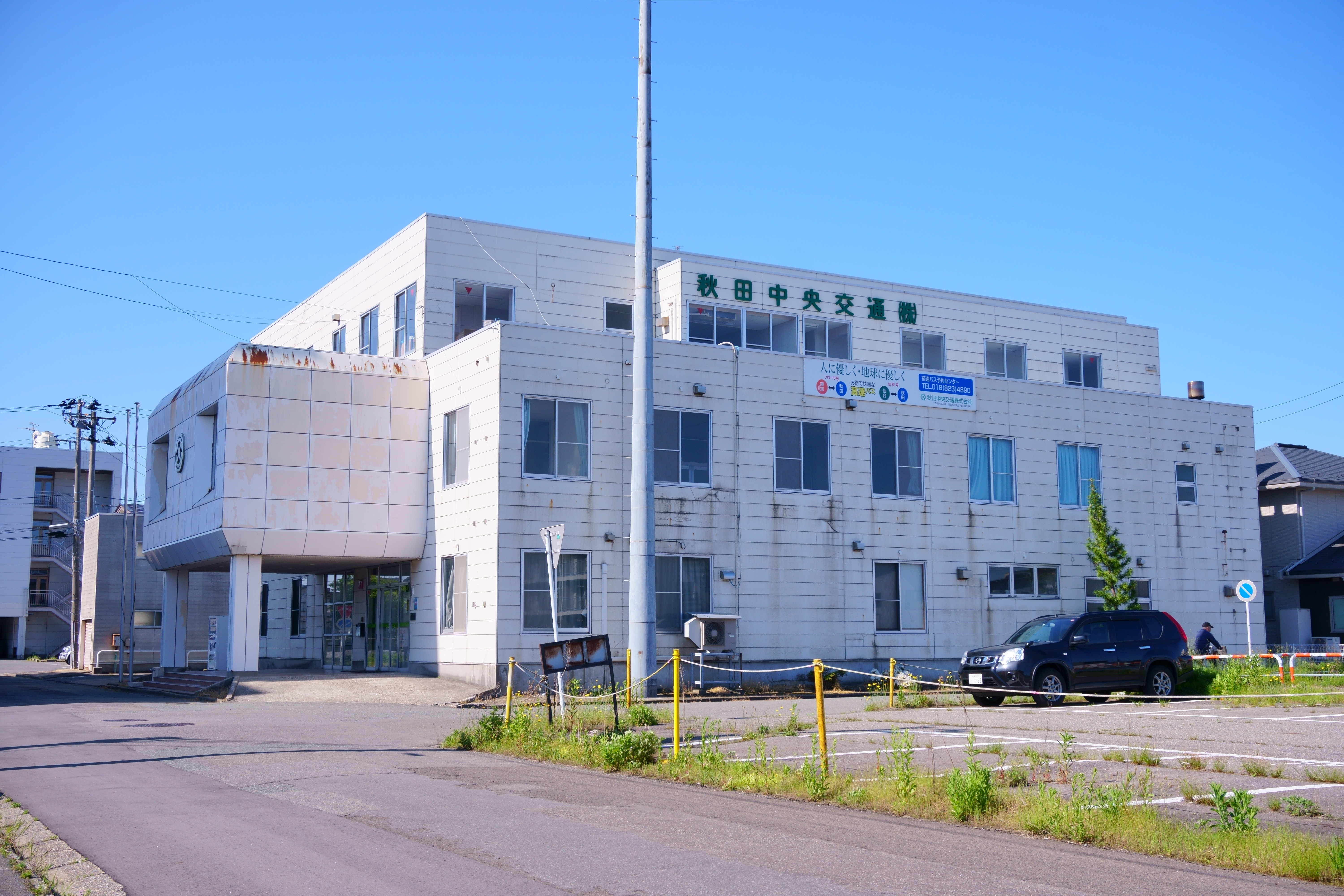
秋田中央交通本社
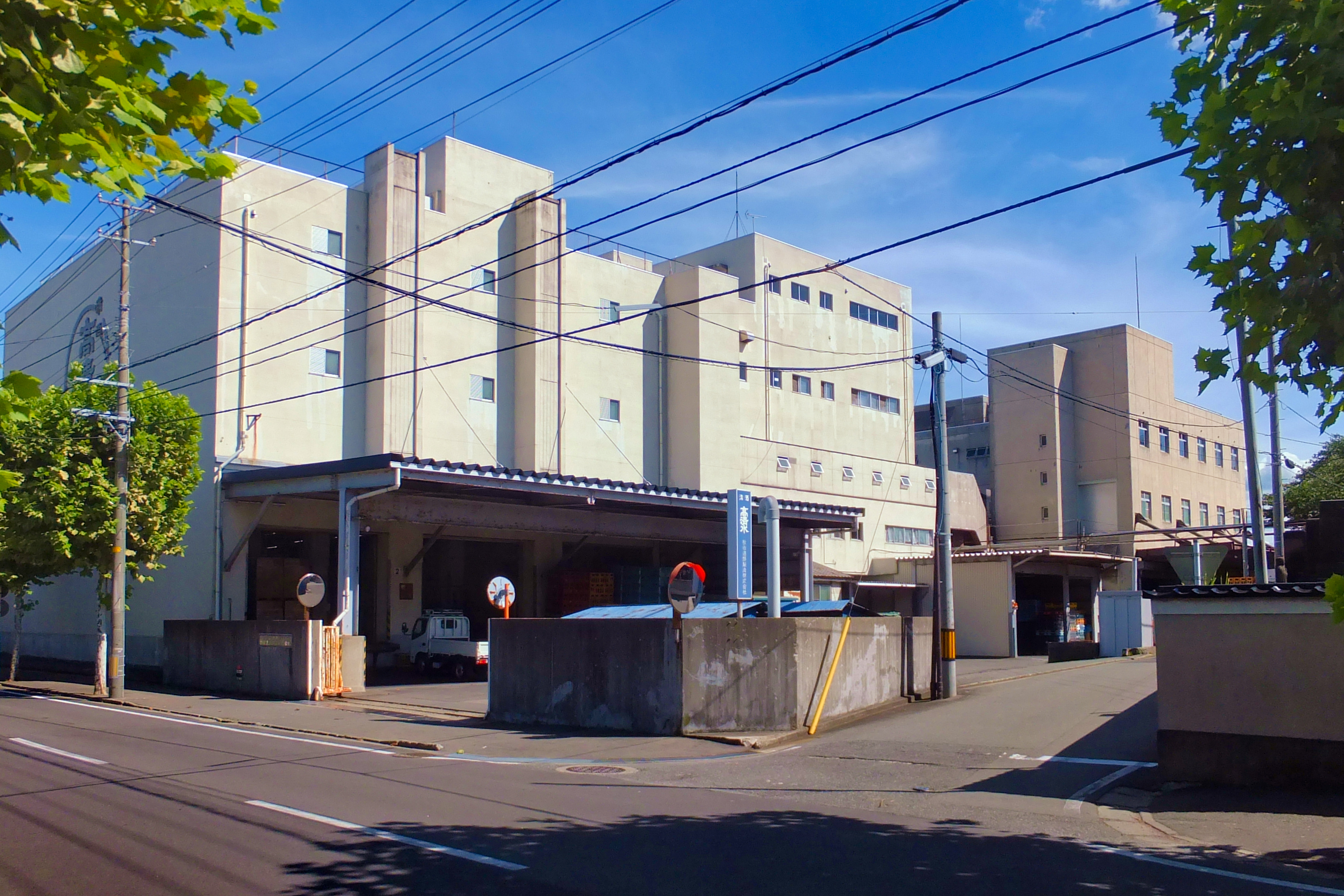
秋田酒類製造株式会社本社工場
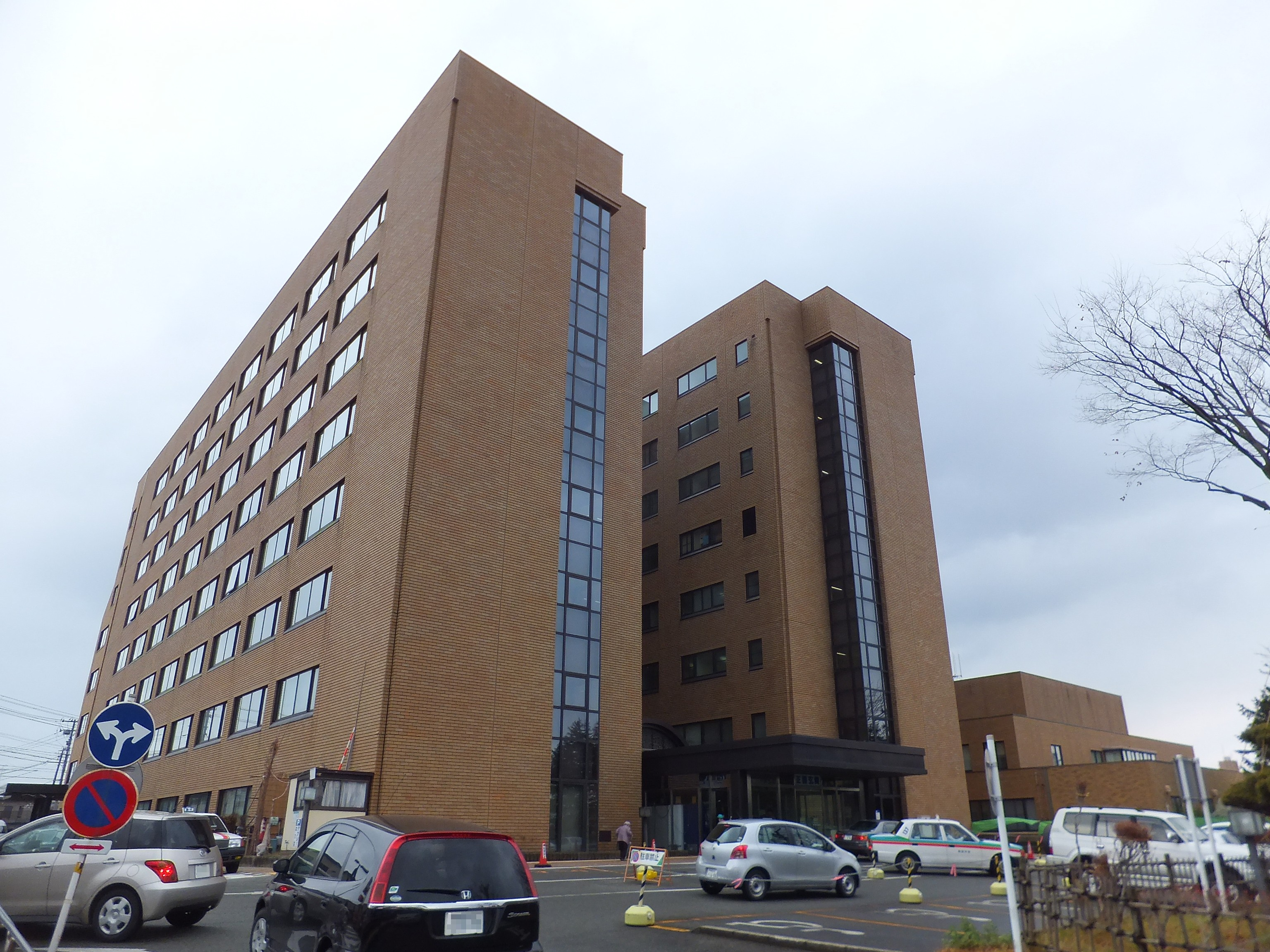
市立秋田総合病院
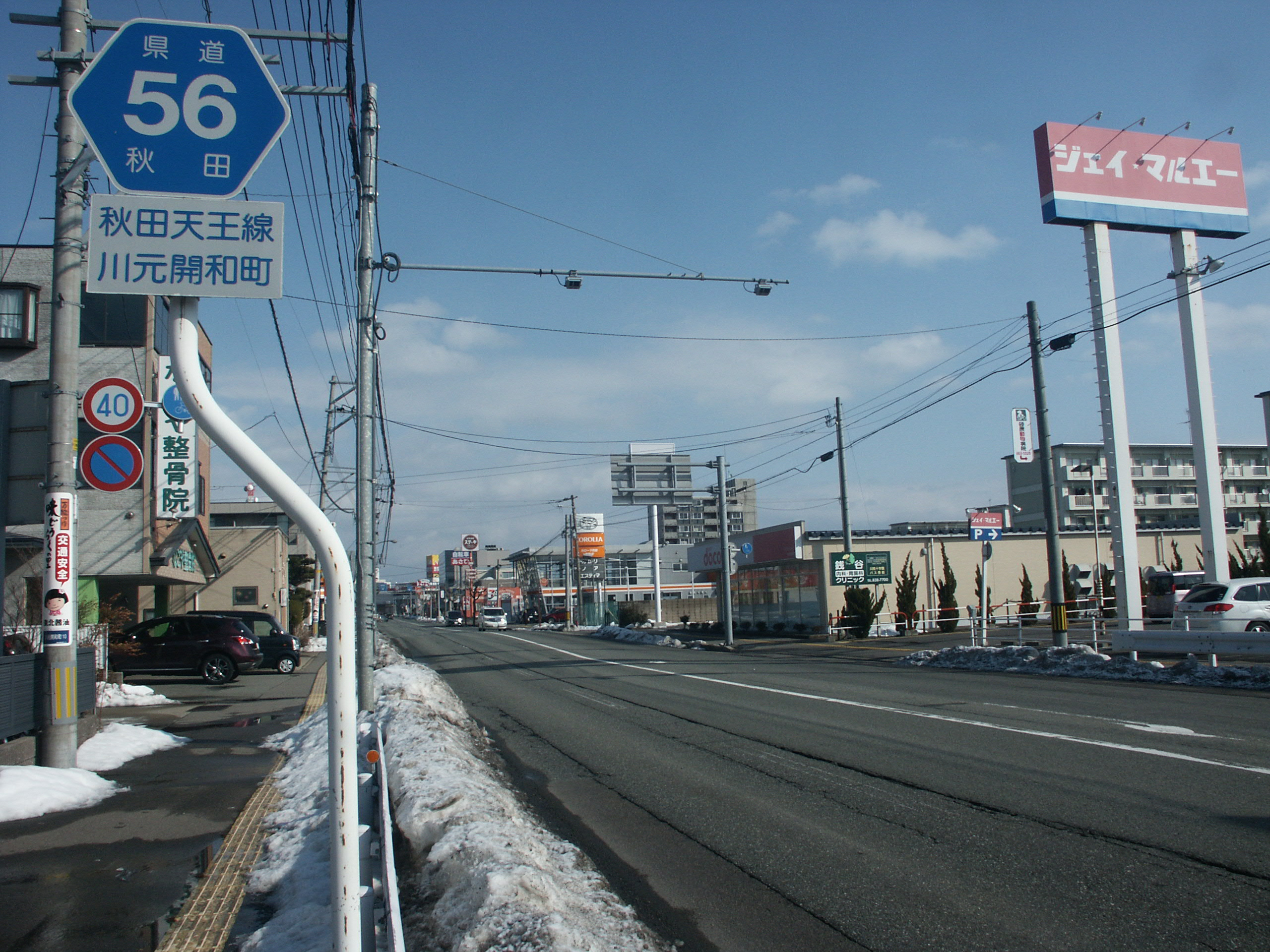
川元開和町
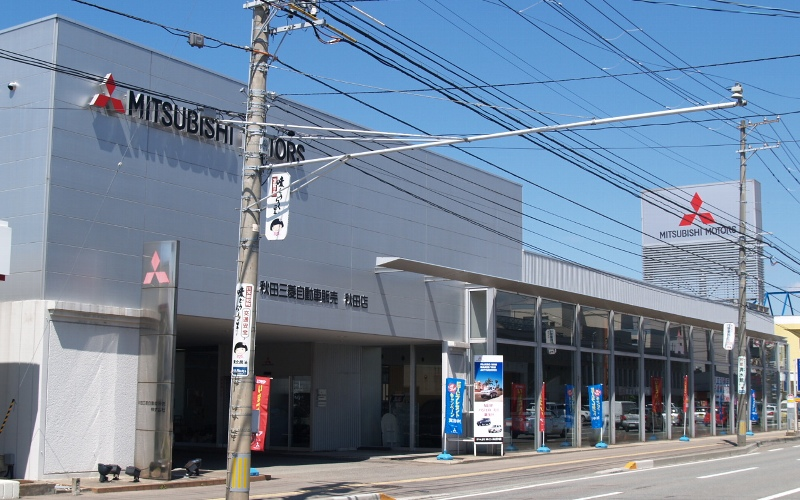
秋田三菱自動車販売本社・秋田店
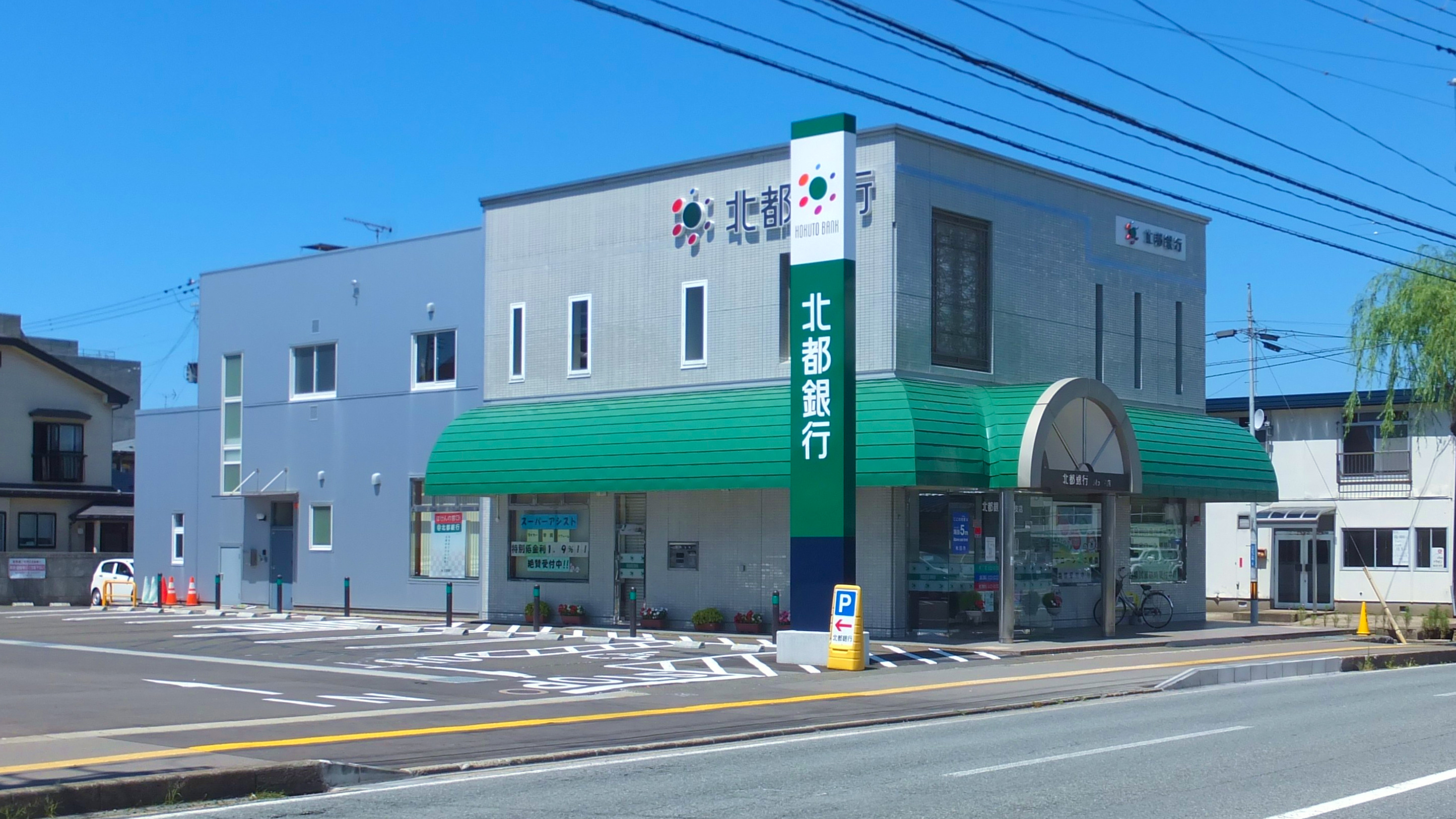
北都銀行川元支店

## 著名出身者
- 加藤鷹 (俳優)